# Mstislavice
Mstislavice (německy Stislawitz) je malá vesnice, část obce Bojiště v okrese Havlíčkův Brod. Nachází se asi 2 km na východ od Bojiště. V roce 2009 zde bylo evidováno 26 adres. V roce 2001 zde žilo 59 obyvatel.
Mstislavice je také název katastrálního území o rozloze 2,65 km2.